# Сурки
Сурки (лат. Marmota) — млекопитающие, представители отряда грызунов (Rodentia) семейства беличьи (Sciuridae).

## Описание
Сурки образуют отчётливо выраженную группу из 14 или 15 видов (статус лесостепного сурка как отдельного вида является предметом обсуждения), в рамках семейства беличьих. Это относительно крупные, весом в несколько килограммов, животные, обитающие в открытых ландшафтах, в сооружаемых самостоятельно норах. Прародина сурков — Северная Америка, откуда они распространились через Берингию в Азию, и дальше — в Европу. В Евразии большинство исследователей выделяет 8 видов сурков: три или четыре вида, объединяемых в группу bobak (степной сурок, лесостепной сурок, серый сурок и монгольский сурок), населяющие широкую полосу степей и гор от Украины на западе до северо-западного Китая на востоке, единственный чисто европейский вид — альпийский сурок, три вида гор Центральной Азии — сурок Мензбира, длиннохвостый, или красный сурок и гималайский сурок и обособленный северо-восточный вид — черношапочный сурок. Разные виды сурков обособились в различных географических зонах и отличаются друг от друга особенностями поведения, но сохранили внешнее сходство и необходимость впадать в зимнюю спячку. Все сурки травоядны, селятся в норах, имеют тёплый мех и почти все живут колониями. Различаются равнинные сурки (байбаки) и сурки горные, живущие в суровых условиях альпийских гор, куда летнее тепло приходит поздно, а зима является рано.
Сурки встречают свистом восход солнца.
Сурки иногда храпят.

## Классификация
- Серый сурок (Marmota baibacina)
- Байбак (Marmota bobak)
- Лесостепной сурок (Marmota kastschenkoi)
- Аляскинский сурок (Marmota broweri)
- Седой сурок (Marmota caligata)
- Черношапочный сурок (Marmota camtschatica)
- Длиннохвостый сурок (Marmota caudata) (красный сурок)
- Желтобрюхий сурок (Marmota flaviventris)
- Гималайский сурок (Marmota himalayana)
- Альпийский сурок (Marmota marmota)
- Сурок Мензбира (Marmota menzbieri)
- Лесной сурок (Marmota monax)
- Монгольский сурок (Marmota sibirica) (Тарбаган)
- Олимпийский сурок (Marmota olympus)
- Ванкуверский сурок (Marmota vancouverensis)[4]

## Интересные факты
- С 1886 года в США на Аляске[источник не указан 500 дней] 2 февраля отмечается День сурка. В этот день по поведению сурка определяется продолжительность зимы.
- В городах Ангарск, Азнакаево и Караганда установлены памятники сурку[5].
- Сурку посвящена песня Людвига ван Бетховена «Сурок».

## Переносчики заболеваний
Сурки являются естественным резервуаром бубонной чумы. Некоторые сурочьи «города» непрерывно населены уже тысячелетиями и являются долговременными очагами чумы.

## Фотогалерея

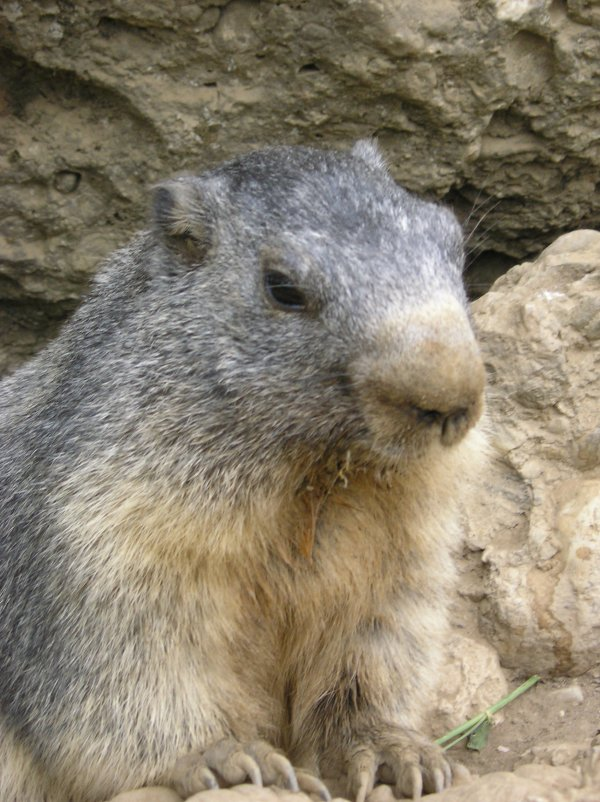
Marmota marmota
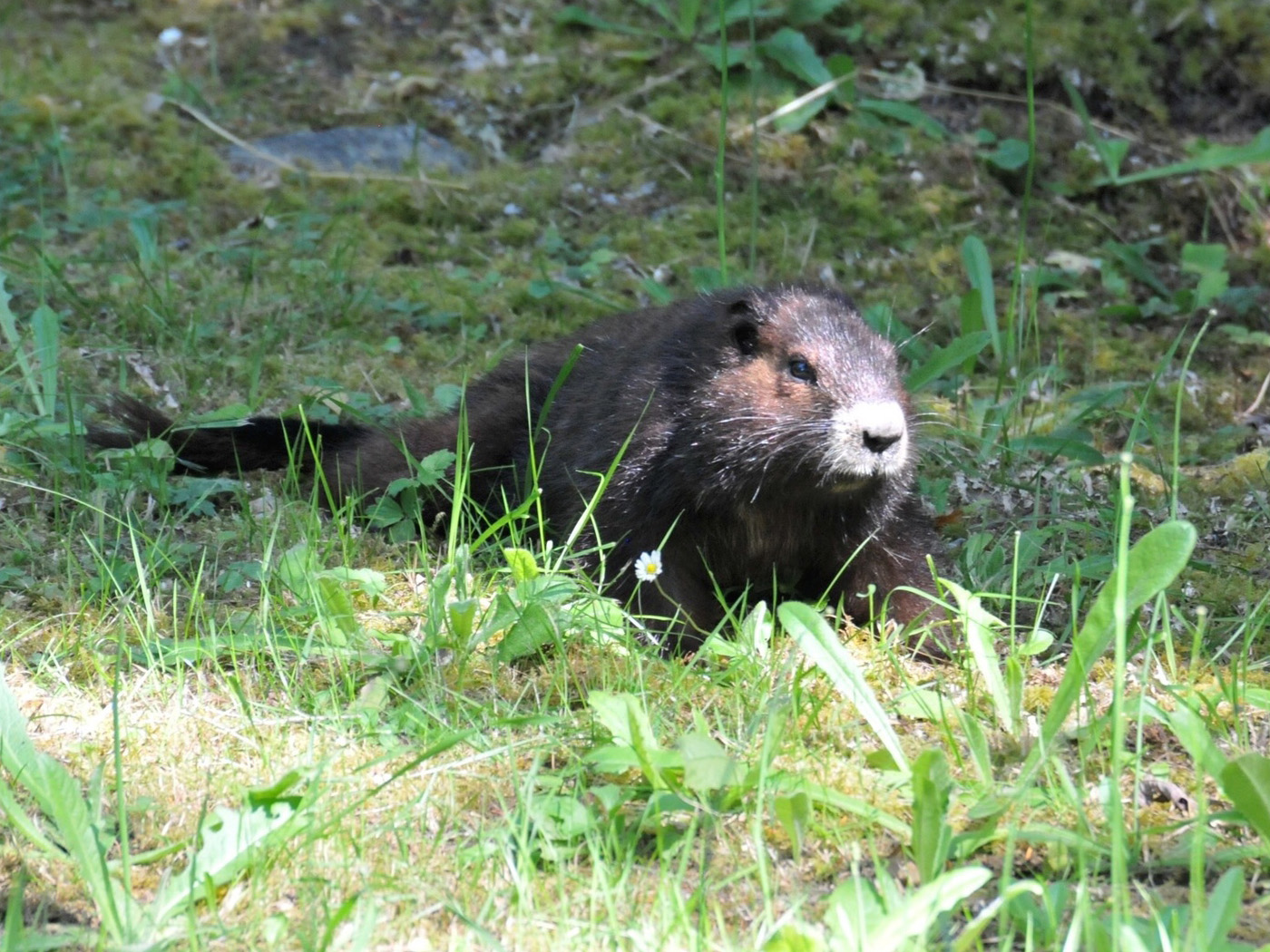
Marmota vancouverensis
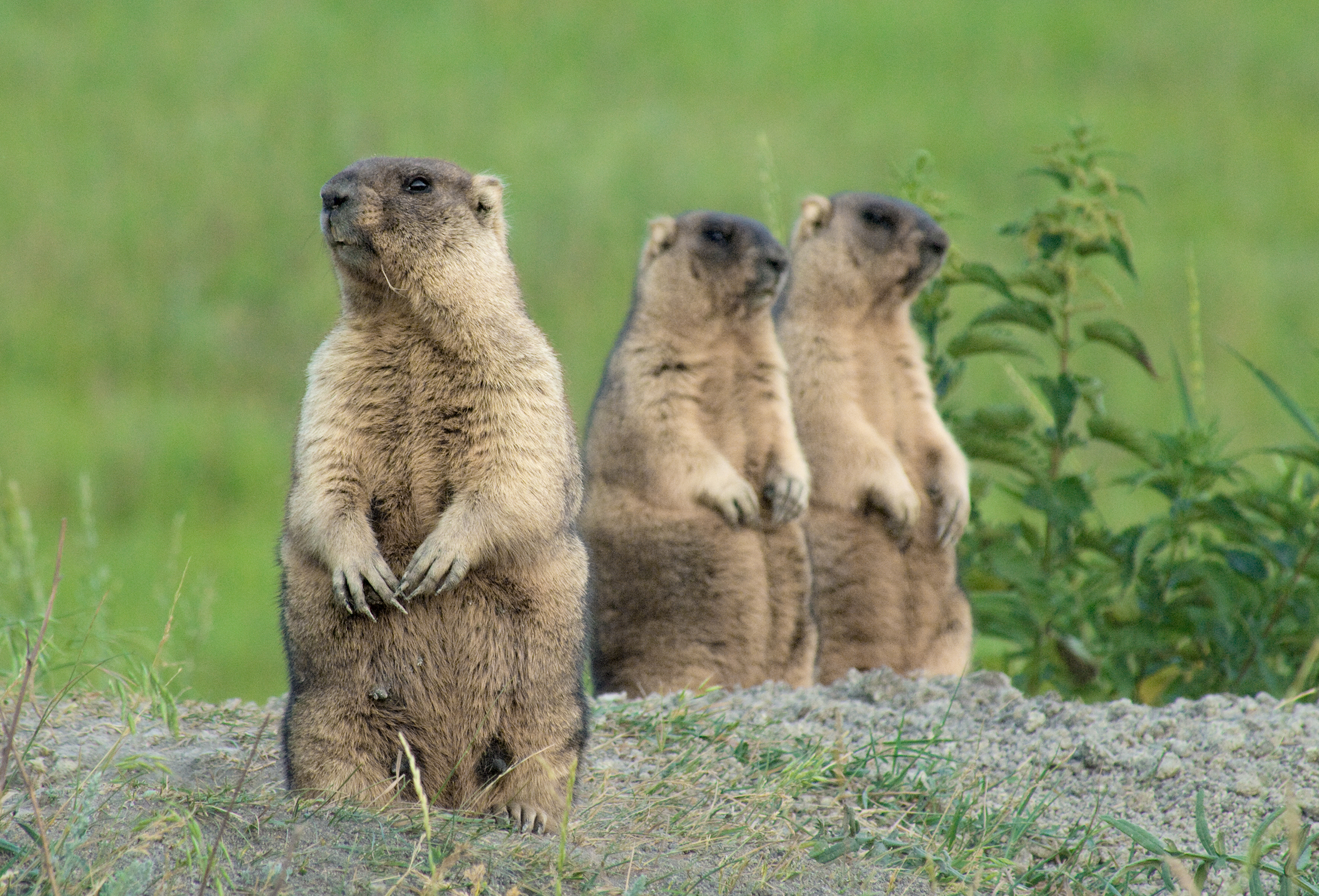
Marmota bobak
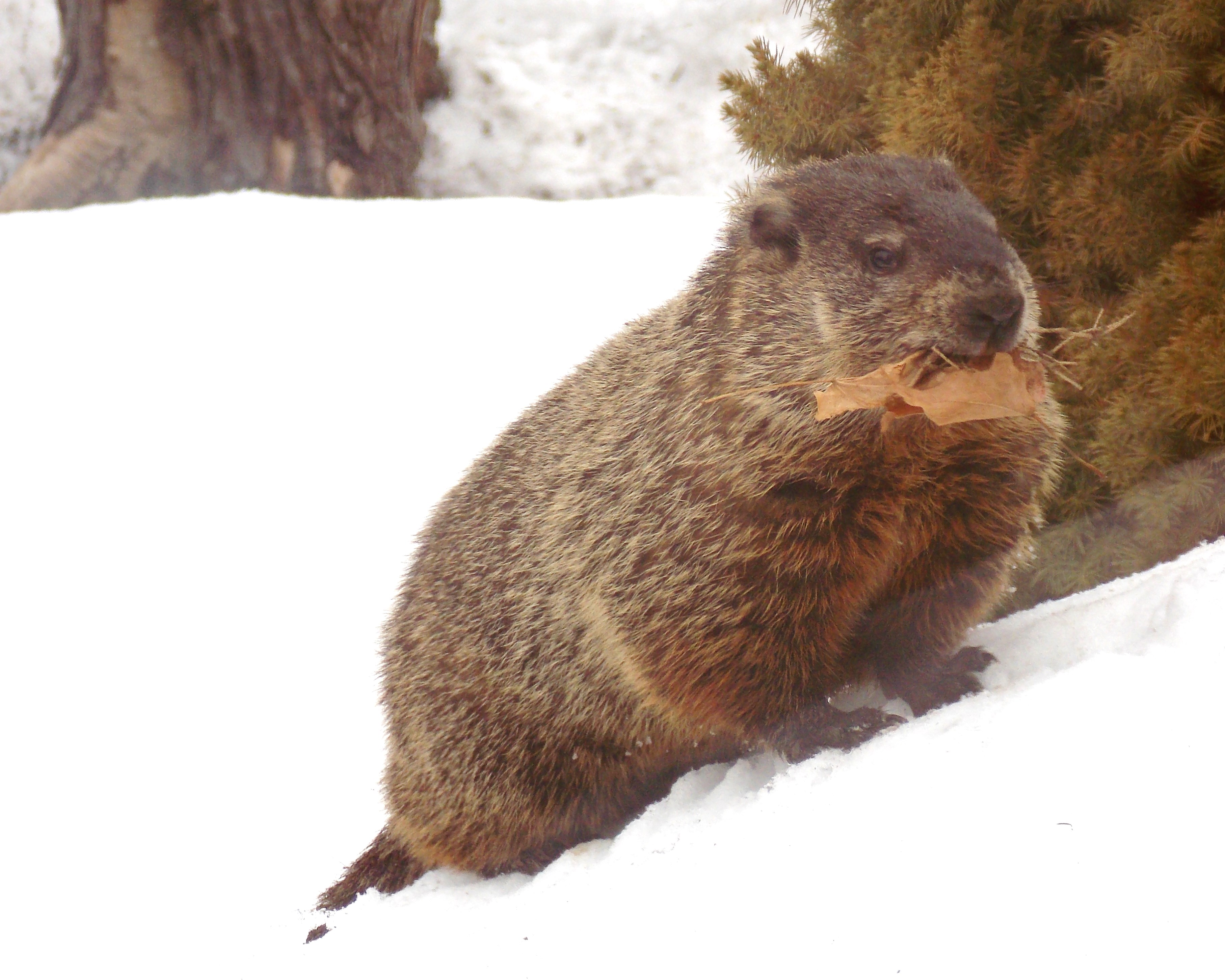
Marmota monax в день сурка
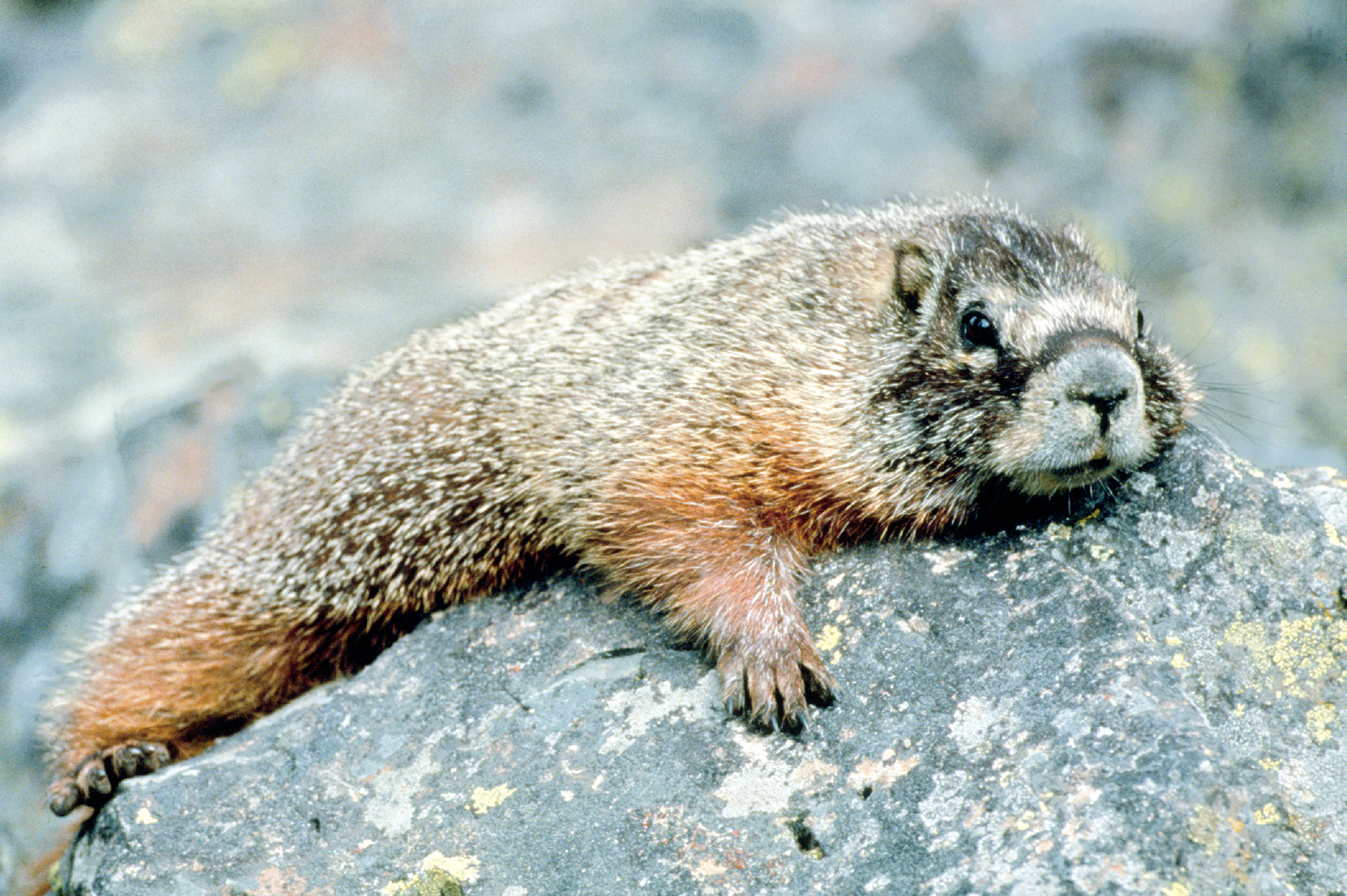
Marmota flaviventris
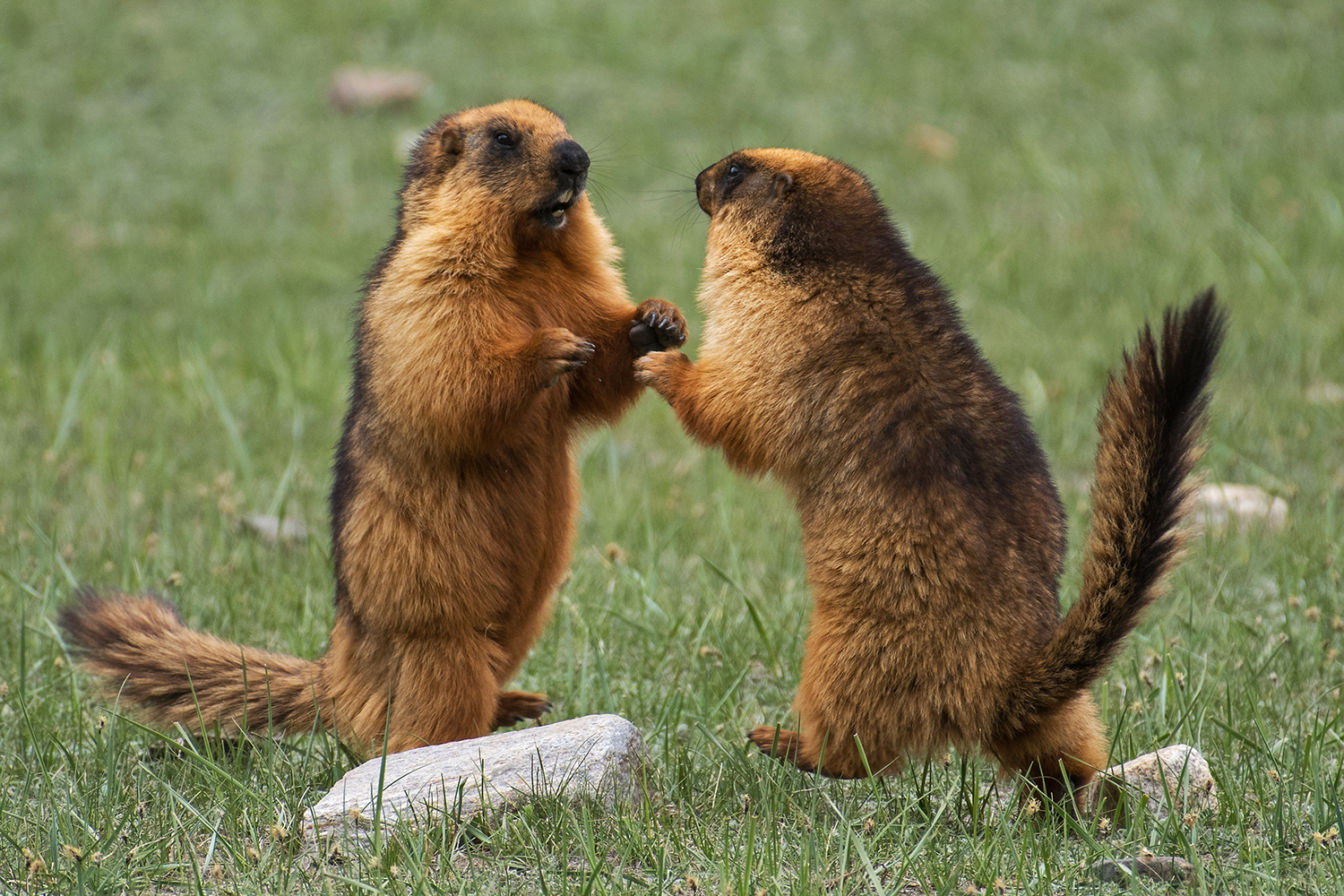
Marmota caudata
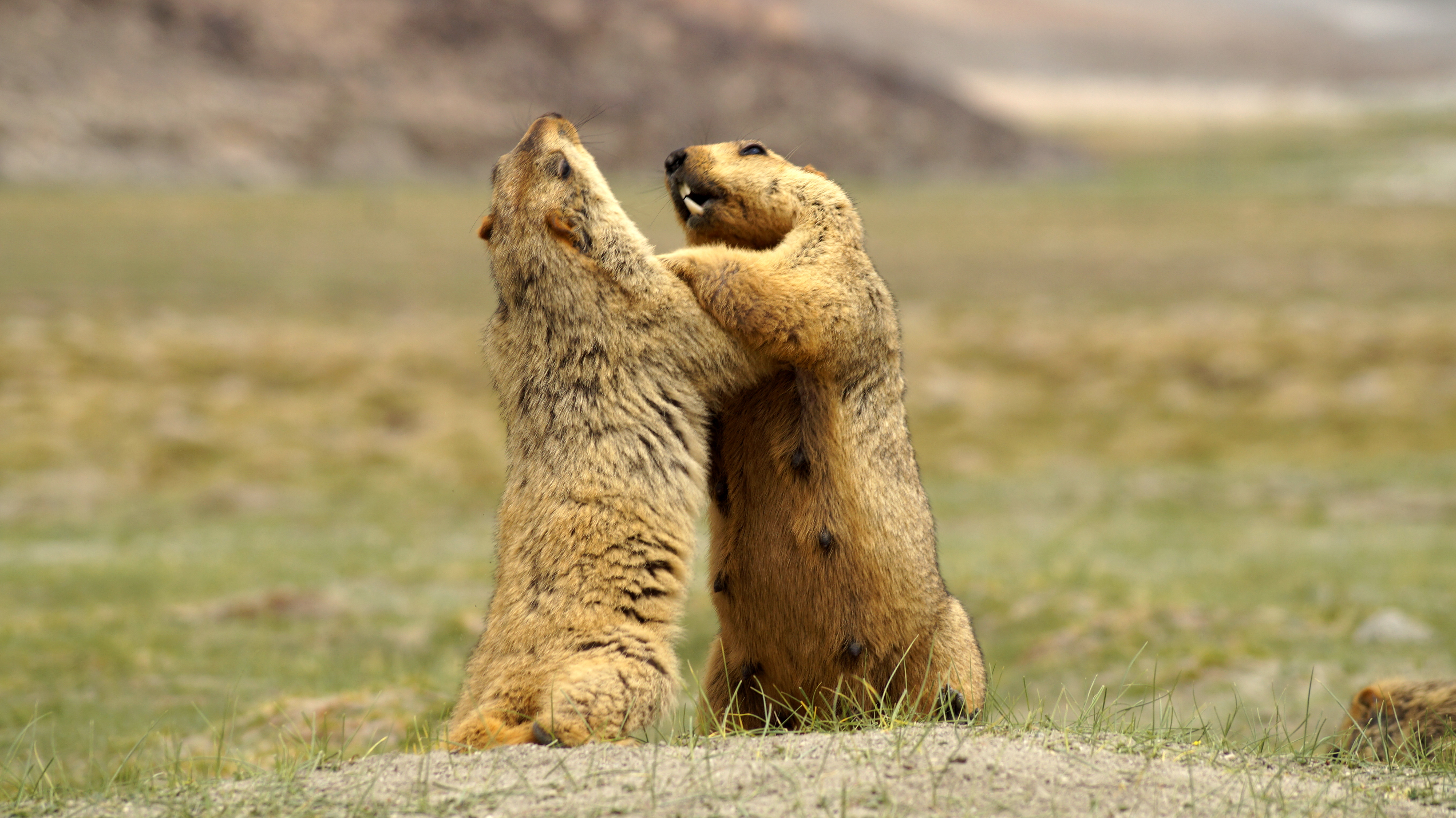
Marmota himalayana
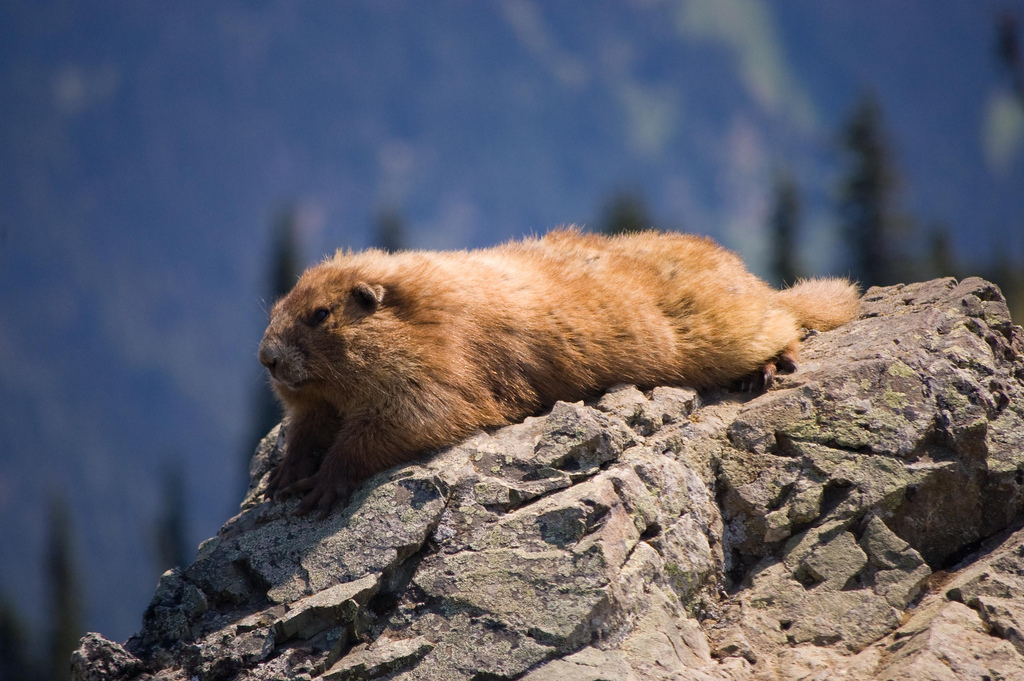
Marmota olympus
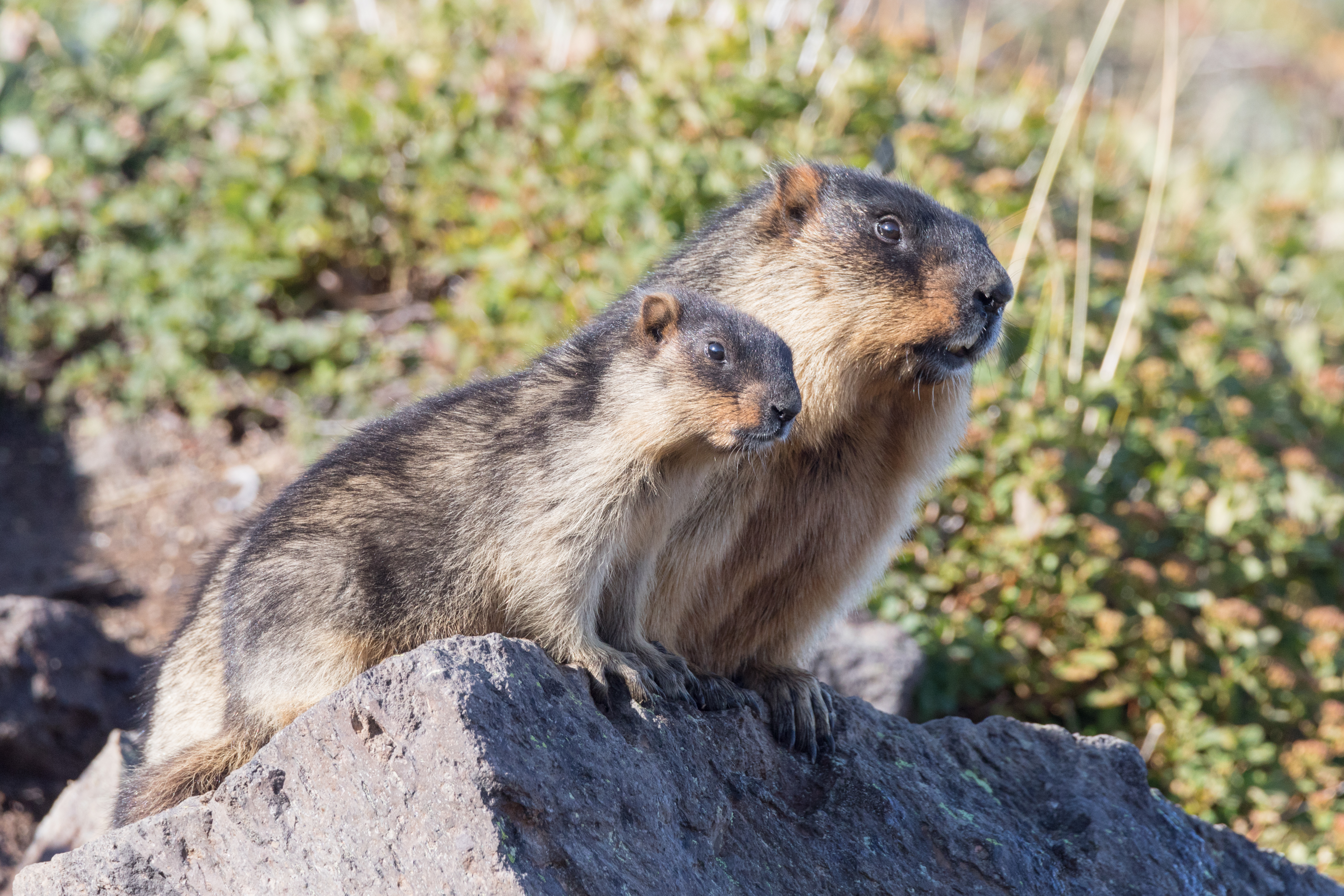
Marmota camtschatica
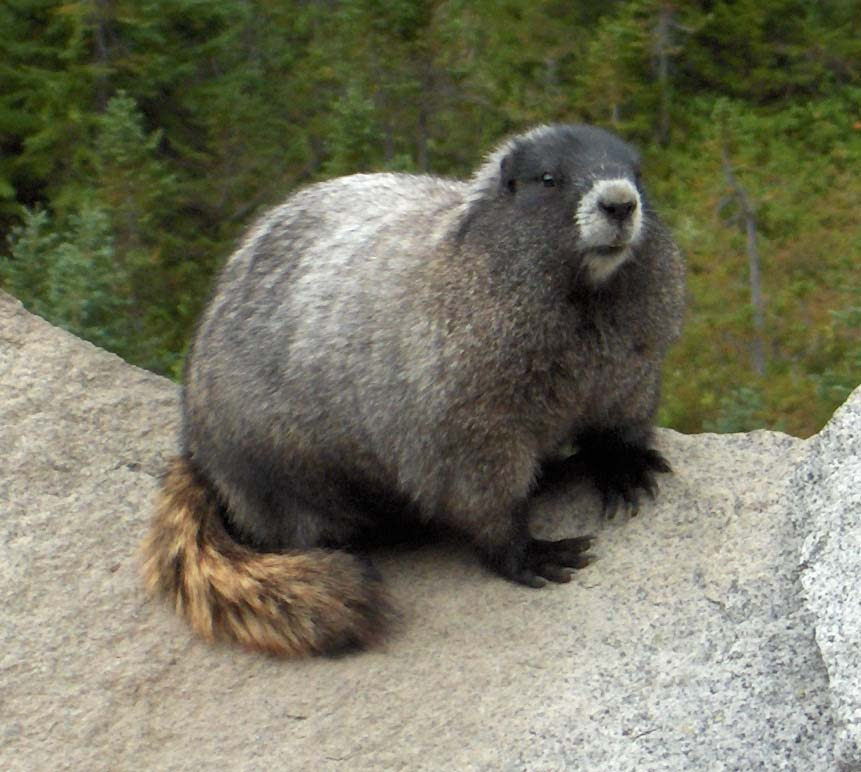
Marmota caligata
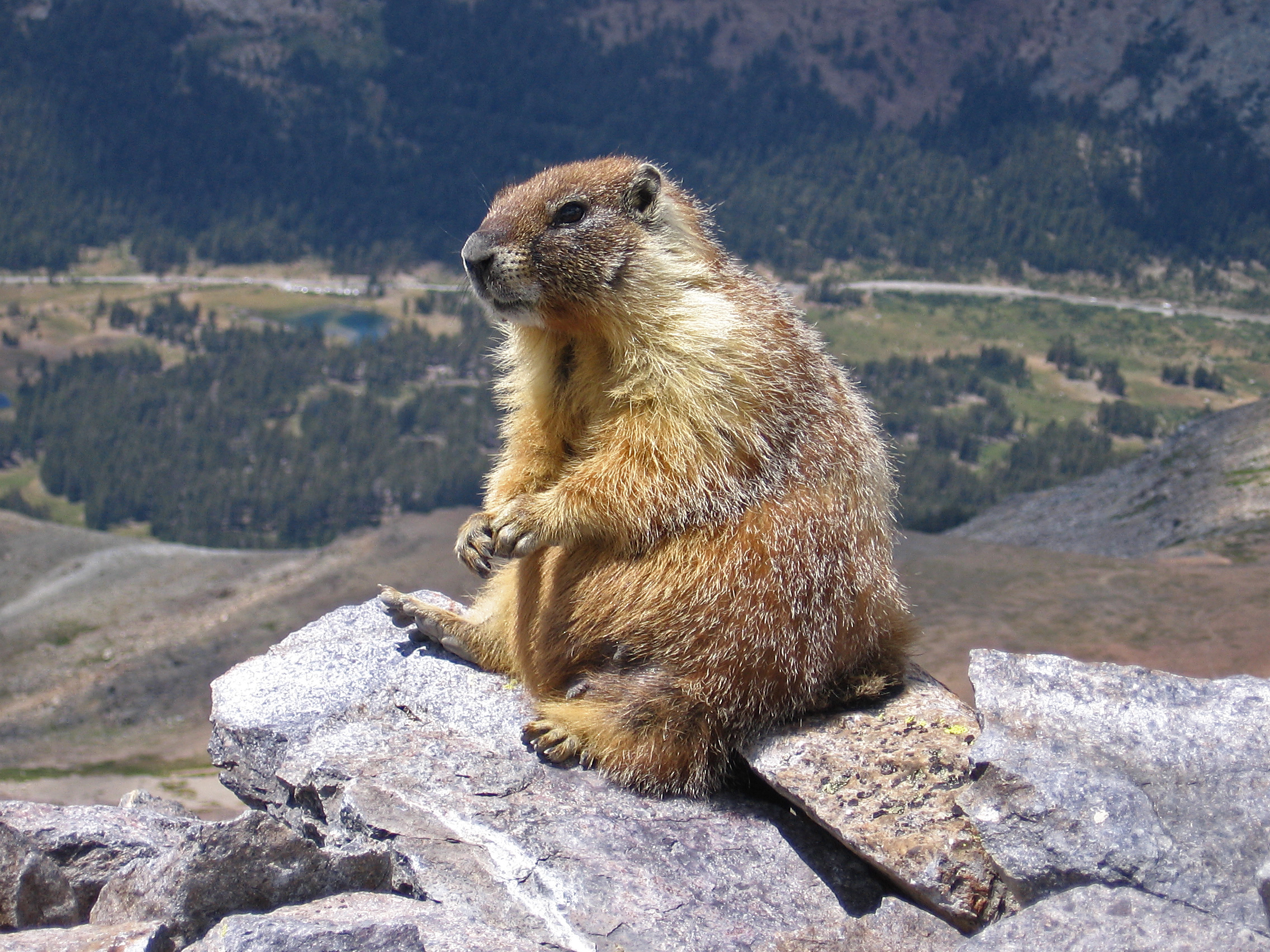
Marmota flaviventris